# Tirrena-Adriàtica 1966
La Tirrena-Adriàtica 1966 va ser la 1a edició de la Tirrena-Adriàtica. La cursa es va disputar en tres etapes, entre l'11 i el 13 de març de 1966, amb un recorregut total de 603,5 km. El vencedor de la cursa fou l'italià Dino Zandegù (Bianchi), que s'imposà en la general amb el mateix temps que el segon classificat, el també italià Vito Taccone (Vittadello). El suís Rolf Maurer (Filotex), vencedor de la primera etapa, acabà en tercera posició.

## Etapes
| Etapa    | Data       | Recorregut                         | Km    | Vencedor d'etapa       | Líder de la general |
| -------- | ---------- | ---------------------------------- | ----- | ---------------------- | ------------------- |
| 1a etapa | 11 de març | Roma - Foligno                     | 199,0 | Rolf Maurer (SUI)      | Rolf Maurer (SUI)   |
| 2a etapa | 12 de març | Foligno - San Benedetto del Tronto | 195,0 | Dino Zandegù (ITA)     | Dino Zandegù (ITA)  |
| 3a etapa | 13 de març | San Benedetto del Tronto - Pescara | 209,5 | Raffaele Marcoli (ITA) | Dino Zandegù (ITA)  |

## Classificació general
|    | Ciclista                 | Equip      | Temps       |
| -- | ------------------------ | ---------- | ----------- |
| 1  | Dino Zandegù (ITA)       | Bianchi    | 15h 43' 42" |
| 2  | Vito Taccone (ITA)       | Vittadello | m. t.       |
| 3  | Rolf Maurer (SUI)        | Filotex    | + 1' 32"    |
| 4  | Adriano Passuello (ITA)  | Legnano    | + 1' 32"    |
| 5  | Flaviano Vicentini (ITA) | Legnano    | + 1' 32"    |
| 6  | Franco Cribiori (ITA)    | Vittadello | + 1' 32"    |
| 7  | Guido de Rosso (ITA)     | Molteni    | + 1' 32"    |
| 8  | Franco Balmamion (ITA)   | Sanson     | + 1' 32"    |
| 9  | Claudio Michelotto (ITA) | Sanson     | + 1' 32"    |
| 10 | Franco Bitossi (ITA)     | Filotex    | + 1' 32"    |